# Skalnica zwisła
Skalnica zwisła (Saxifraga cernua) – gatunek rośliny należący do rodziny skalnicowatych. 

## Rozmieszczenie geograficzne
Gatunek arktyczno-alpejski, występujący wokół bieguna na półkuli północnej oraz wysoko w górach. W Europie występuje w Skandynawii, Szkocji, na Uralu, w Karpatach i Alpach.  W Polsce występuje wyłącznie w Tatrach i jest rośliną bardzo rzadką, podaną z kilkunastu tylko stanowisk. W 2002 potwierdzone zostało występowanie tylko na następujących stanowiskach: Wyżnia i Niżnia Świstówka Małołącka oraz próg między nimi, Wielka Turnia, Małołącka Przełęcz, Mała Świstówka, Krzesanica, Dolina Mułowa, Dolina Miętusia, Dolina Małej Łąki (powyżej 1580 m n.p.m.), Dolina Litworowa, Ciemniak. Tak więc wszystkie stanowiska skupione są w rejonie Czerwonych Wierchów. 

## Morfologia
PokrójNieduża roślina nie tworząca darni, jak inne skalnice. Swoim wyglądem też dość znacznie różni się od innych gatunków skalnic. Oprócz roślin kwiatowych występują też rośliny bezkwiatowe, które rozmnażają się poprzez rozmnóżki.
ŁodygaPojedyncza, wyprostowana, górą nieco zwisająca (stąd nazwa gatunkowa rośliny). Ma wysokość 10–35 cm i górą jest gruczołowato owłosiona.
LiścieLiście odziomkowe o nerkowatym kształcie, dłoniasto 3-5 klapowe z ostrymi lub tępymi łatkami. Wyrastają na ogonkach 2-5 razy dłuższych o blaszki liściowej. Liście łodygowe wyrastają skrętolegle, dość rzadko. Zarówno przy liściach odziomkowych (w pachwinach), jak i łodygowych występują bulwki, pełniące funkcję rozmnóżek. Liście bez wypotników, miękko owłosione.
KwiatyNa szczycie łodygi przeważnie pojedyncze kwiaty o tępych działkach kielicha, ok. 2,5- 4 razy krótszych od płatków korony. Płatki korony białe, o podłużnie-jajowatym kształcie, słupek zrośnięty z dnem kwiatowym co najwyżej do 1/3 długości.

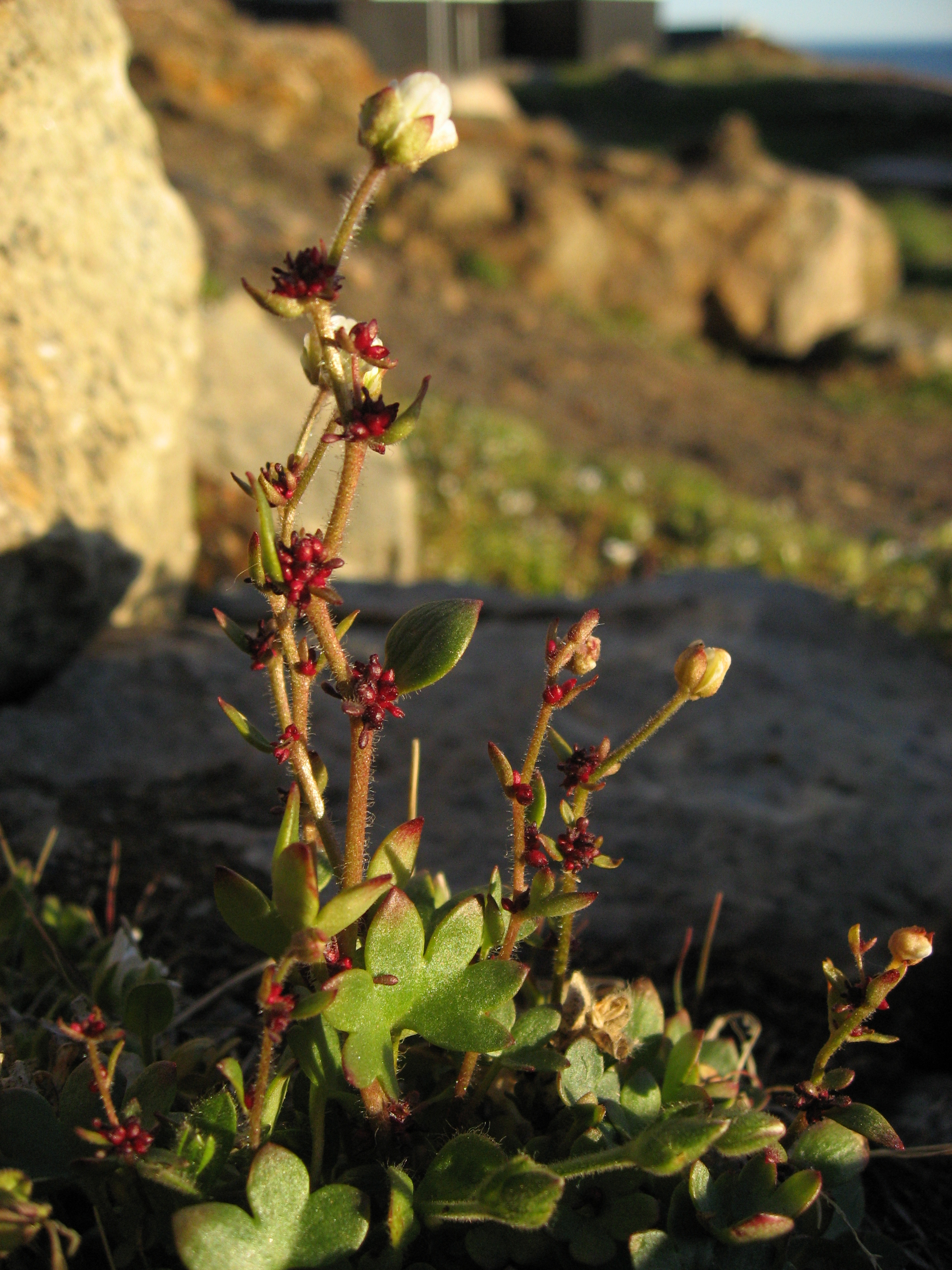
Pokrój
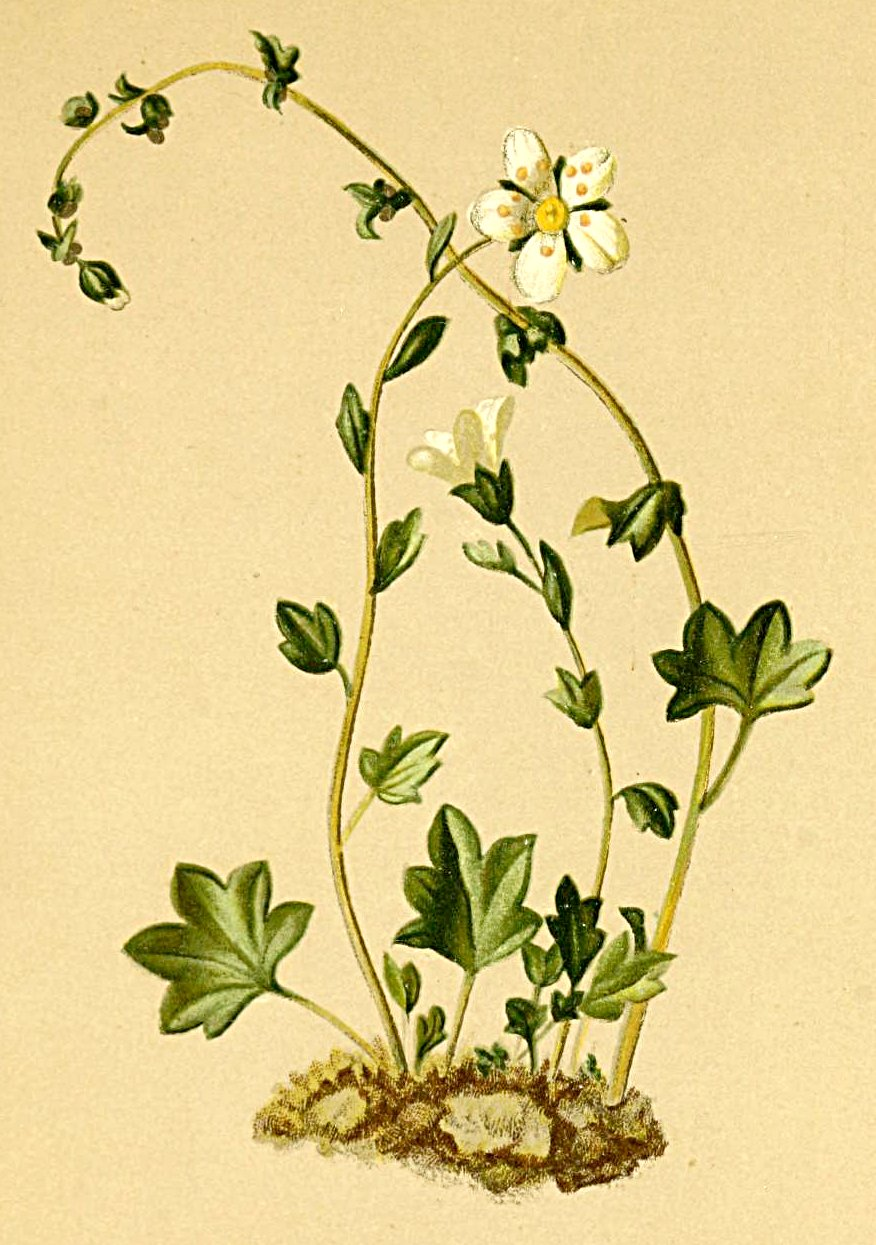
Morfologia
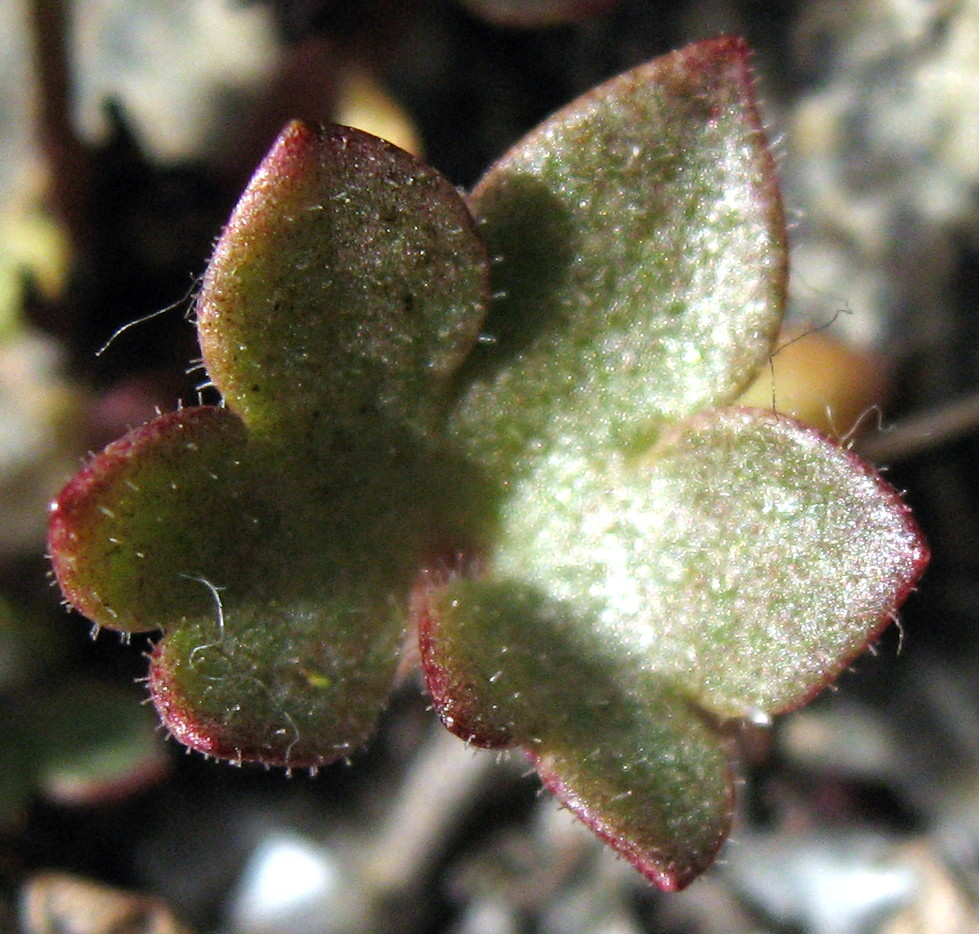
Liść

## Biologia i ekologia
Bylina, chamefit. Kwitnie od lipca do sierpnia. Owoców nie wytwarza, rozmnaża się głównie przez rozmnóżki. Siedlisko: wilgotne skały w piętrze kosówki. Kalcyfit, występujący wyłącznie na wapiennym podłożu. Jej odpowiednikiem na granitowym podłożu (tzw. gatunek zastępczy) jest skalnica karpacka. W klasyfikacji zbiorowisk roślinnych gatunek charakterystyczny dla zespołu związków (All.) Papaverion tatrici. Liczba chromosomów 2n = 24-72.

## Zagrożenia i ochrona
Gatunek umieszczony w Polskiej Czerwonej Księdze Roślin oraz na polskiej czerwonej liście z kategorią VU (narażony). Wszystkie stanowiska chronione są w Tatrzańskim Parku Narodowym. Gatunek ten uprawiany jest w Górskim Ogrodzie Botanicznym PAN w Zakopanem.